# Nagydisznód
Nagydisznód (románul Cisnădie, németül Heltau, szászul Hielt) város Romániában, Erdélyben, Szeben megyében.

## Fekvése
Nagyszebentől 15 km-re délre, a Csindrel-hegység lábánál fekszik.

## Nevének eredete
Német neve vagy a Halde ('lejtő') és az Au ('berek') szavak összetétele, vagy magyar nevével párhuzamos jelentésű (Halte középfelnémet 'disznólegelő'). A román név a középkori magyar Gyisznajó névből keletkezett, mely eredetileg patakját jelölte. Történeti névalakjai: Riuetel (1204), Ruetel (1223), Gyznoyo és Helta (1323), Diznow (1366), Helthena (1395), Helthaw (1428), Disznód (1733), Csiznedie mare és Nagy Disznód (1781), Csiznedia (1826) és Csisznedie (1839).

## Története
A 13. századtól szász lakosságú település. 1323-ban már civitasként említik. A 14. században 24 heltaui diák járt a bécsi egyetemre. 1438-ban, 1442-ben, 1457-ben, 1490-ben és 1493-ban a török pusztította.
1475-ben kovácsai megkapták a sarlóárusítás monopóliumát a Királyföldön. Ettől kezdve három évszázadon át az itt készült sarlókról és kaszákról volt híres. Ez az iparág a 18. század végén, főként a medgyesi kovácsok konkurenciája miatt hanyatlott le.
1513-ban említették először takácscéhét, amelyet később I. Rákóczi György privilégiumokkal látott el. Ugyancsak a 16. században alakult nyerges- és fazekascéhe is.
1658-ban a tatárok sikertelenül ostromolták templomerődjét és csak 1300 tallér és ékszerek fejében vonultak el a városból.

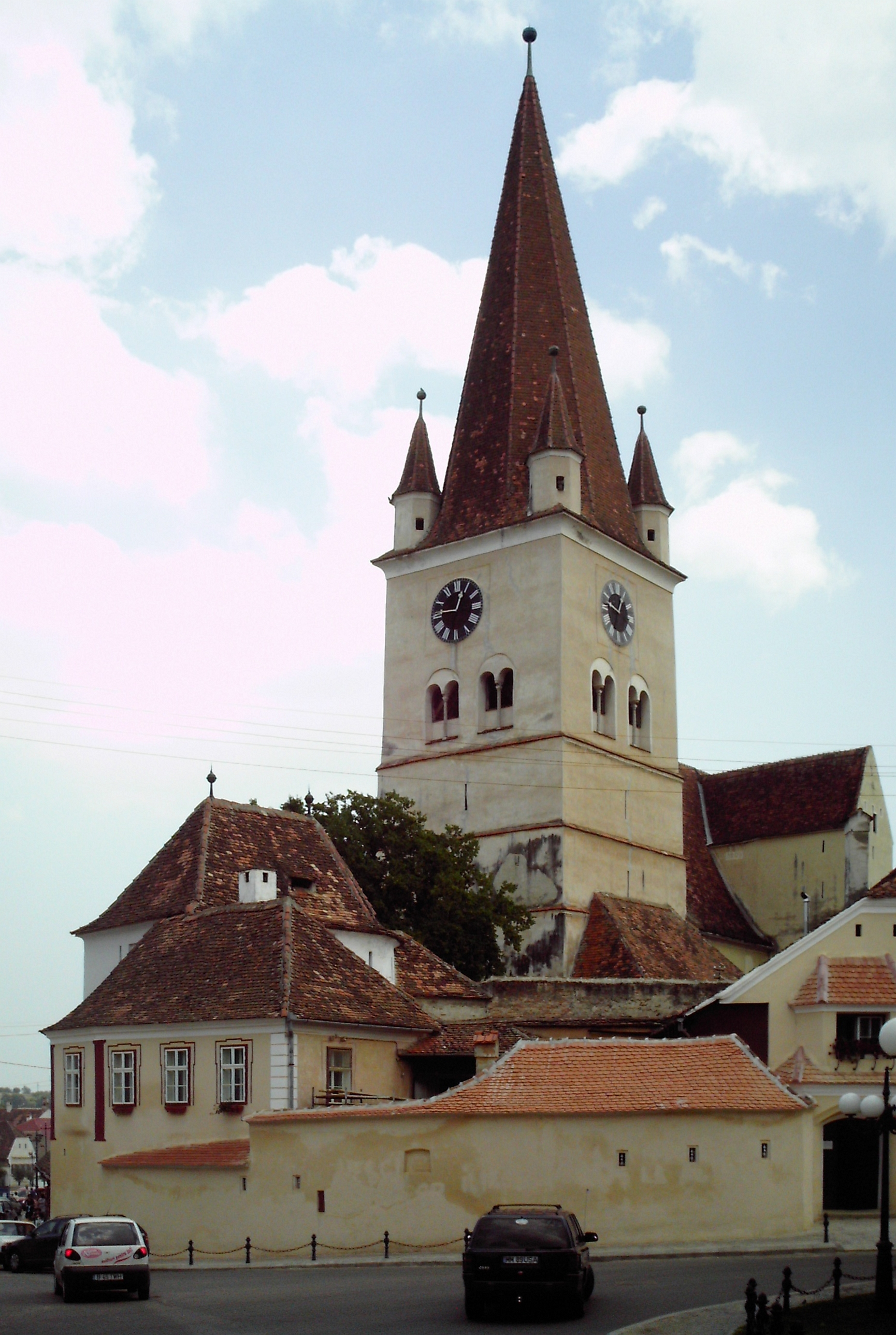
Az erődtemplom

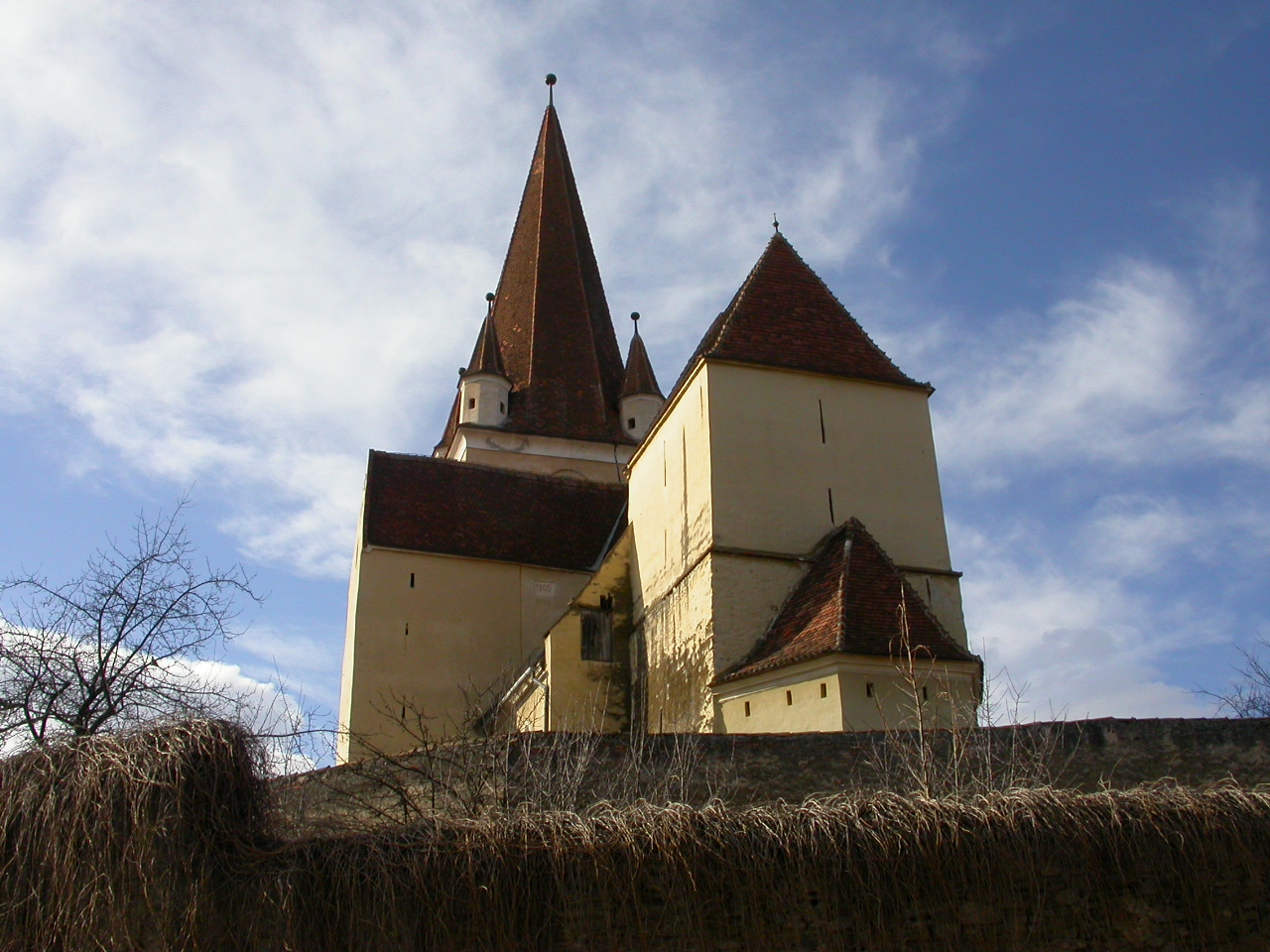

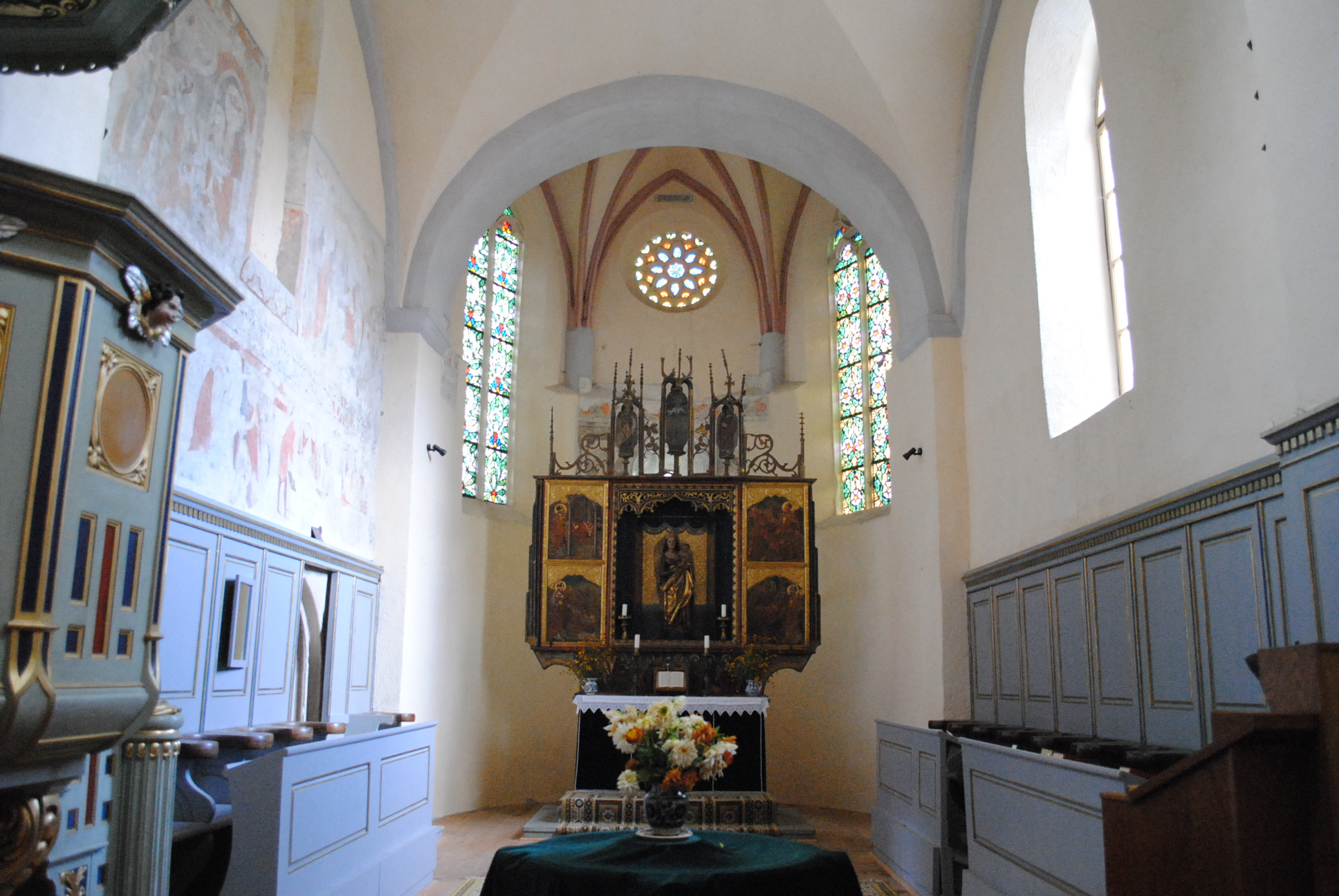
A templom belső tere

A 18. századi gyapjúkonjunktúra idején földrajzi helyzete Erdély legfontosabb takácsközpontjává tette. 1750-ben 383 családfőjéből 230 volt takács és itt dolgozott az erdélyi takácsok több mint fele. A 19. század első felében ötszáz céhes mester foglalkozott a posztókészítéssel és szövéssel. Az erdélyi posztótermelés egyharmadát adta és az évi átlagosan  1 millió 250 ezer kilogramm gyapjúból itt készítették a posztót ("szűrvég") a debreceni cifraszűrhöz – évi 200 ezer szűrre elegendőt. 1838-ban manufaktúrái 1400 fonómunkást foglalkoztattak a szomszédos, főként román falvakból. Az 1857-es népszámlálás szerint lakosságának 35%-a volt idegen illetőségű. A munkások többsége 1885-ben is ingázott, néha nagy távolságokról. Oskar Meltzl azévi statisztikai munkája szerint: „Nagydisznód községben például évről-évre mintegy 2000 férfi és női lélekből álló, ingázó munkásnépesség él, akik a pezsgő iparú városban télen az lendületesen fejlődő gyapjúgyártásban, nyáron pedig a mezei munkában dolgoznak, s akik a székely, román és cigány nemzetiséghez tartoznak.”
1806-ban nyert ismét vásártartási jogot. Vásárai nemcsak a gyapjú felvásárlására jelentettek alkalmat a takácsoknak, de itt árusították híres savanyúkáposztáját (Hêiltner Krojt) és ízletes cseresznyéjét is. Egy század végi angol útirajzírónő említést tesz rendellenesen magas férfi lakóiról.
1841 és 1862 között tizenkét tűzvész pusztította. 1888-ban a gyapjúszövő társaság (a takácscéh utóda) alapította textilipari szakiskoláját, amelyet 1894-től a magyar állam is támogatott. Ez volt az egyetlen ilyen iskola az akkori Magyarországon. 1894-ben indult meg a Nagyszeben–Nagydisznód vasútvonal és 1896-ban a códi vízerőműből bevezették az elektromos áramot. 1916. szeptember 20-a és 26-a között a német és román csapatok környékén vívták az ún. nagyszebeni csatát.
Szebenszékhez, 1876-tól Szeben vármegyéhez tartozott. 1879-ig járásszékhely volt, majd 1904-ben ismét egy akkor alakított járás székhelyévé tették.
1931-ben a brassói Wilhelm Scherg cég állított fel benne posztógyárat. 1944-ben 176 kisebb-nagyobb textilipari műhelye működött, 503 szövőszékkel és 36 850 orsóval. Főként szőnyegeket, ruhákat és ágyhuzatokat állítottak elő, a gyapjú mellett selymet és gyapotszálat is feldolgoztak.
1946-ban kapott városi rangot. Ezután textiliparát államosították és egyetlen állami vállalatba vonták össze. 1960-ban az itt gyártott szőnyegeket a világ harminc országába exportálták. Már az 1950-es években megindult a szász lakosság kivándorlása Németországba, a világháborús hadifoglyok és a Szovjetunióba deportált, később Németországban letelepedett helyi származású férfiak családegyesítése formájában.
1993-ban itt alapították meg a bukaresti után Románia második SOS gyermekfaluját.

## Lakossága
1850-ben 2361 lakosából 2202 német és 148 cigány nemzetiségű; 2194 evangélikus és 154 ortodox vallású volt. A cigányok voltak a város pásztorai.

1900-ban 3189 lakosából 2338 volt német, 592 román és 238 magyar anyanyelvű (164 fő katona); 2304 evangélikus, 453 ortodox, 153 református, 145 görögkatolikus és 122 római katolikus vallású.  

2002-ben 15 303 főből 14 789 román, 293 német és 165 magyar nemzetiségű; 14 027 ortodox, 385 evangéliumi keresztény és 311 evangélikus vallású.

## Látnivalók

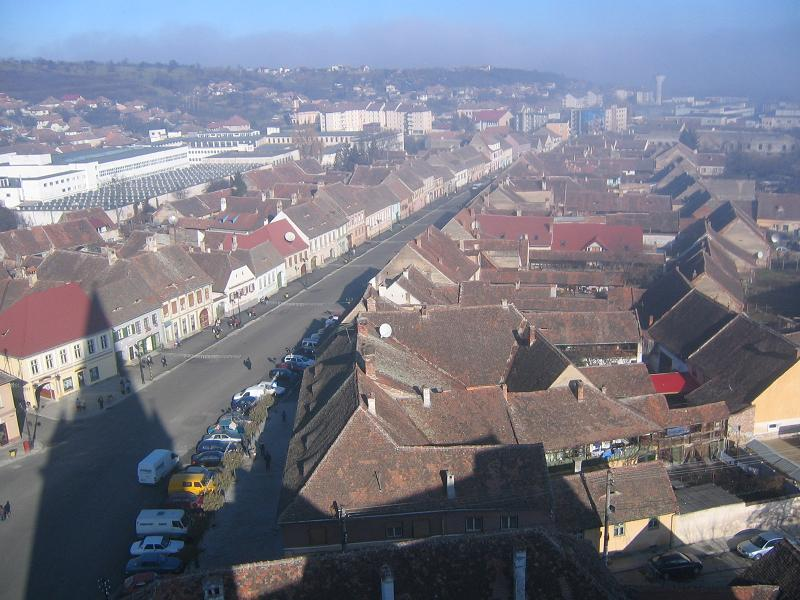
Látkép a templomtoronyból

- Az evangélikus erődtemplom. A háromhajós bazilika eredetileg a 13. század első feléből származik. Az apszisban román kori freskómaradványok láthatóak. Az 1493-as török támadás után késő gótikus stílusban átalakították. A szárnyasoltáron álló szobrot (Braller-madonna) Veit Stoss készítette 1520-ban. A 14. századi sekrestyében falában található Johannes Hutter 1638-ban elhunyt lelkész életnagyságú síremléke. A templom délkeleti végében az 1793-as fölújításkor rejtett apszist bontottak ki, amelybe veszély idején a kegyszereket rejtették. A templomot a 15. század végén látták el kettős védőfallal. A falak között vizesárok húzódott, a falgyűrűket tornyok és bástyák védték. A nyugati oldalon található bástya külső részében működött a városháza.
- A városmag házainak többsége a 18–19. században épült.
- A textilipari múzeum a posztógyártás múltját, eszközeit, a takácscéh emlékeit mutatja be.
- A város felett magasodó Bálványhegyen középkori vár nyomai. A vár már a 17. században is romos volt.

## Híres emberek
- Itt született (talán 1510-ben) vagy innen származott Heltai Gáspár protestáns prédikátor, író, nyomdász, bibliafordító. Nagydisznódi származásáról neve (németül Caspar Helth) tanúskodik.
- Itt született 1774-ben Johann Bergleiter evangélikus püspök.
- Itt élt és tevékenykedett Johann Friedrich Binder (1801–1859) gyógyszerész.
- Itt született 1904-ben Oskar Paulini író.
- Itt született 1907-ben Gustav Gündisch történész.
- Itt született 1944-ben Wanek Ferenc erdélyi geológus, egyetemi oktató.
- Itt született 1948-ban Karin Gündisch írónő.

## Gazdasága
- Selyemgyár (1926 óta).[14]
- A Somarest gyár a Louis Vuitton luxusmárka számára állít elő cipőket.[15]

## Testvérvárosai
- Château-Thierry, Franciaország
- Vilshofen a. d. Donau, Németország
- Wernigerode, Németország

## Képek

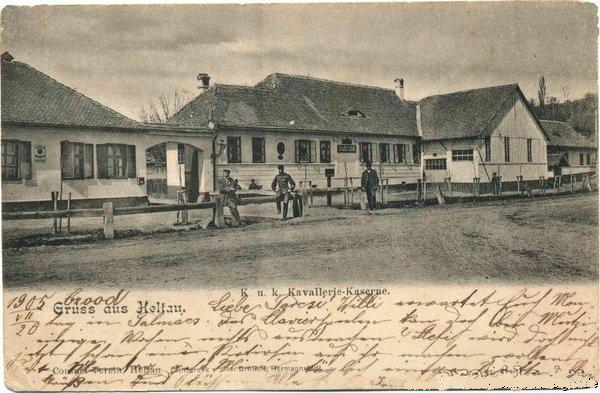
A nagydisznódi lovassági kaszárnya a századelőn
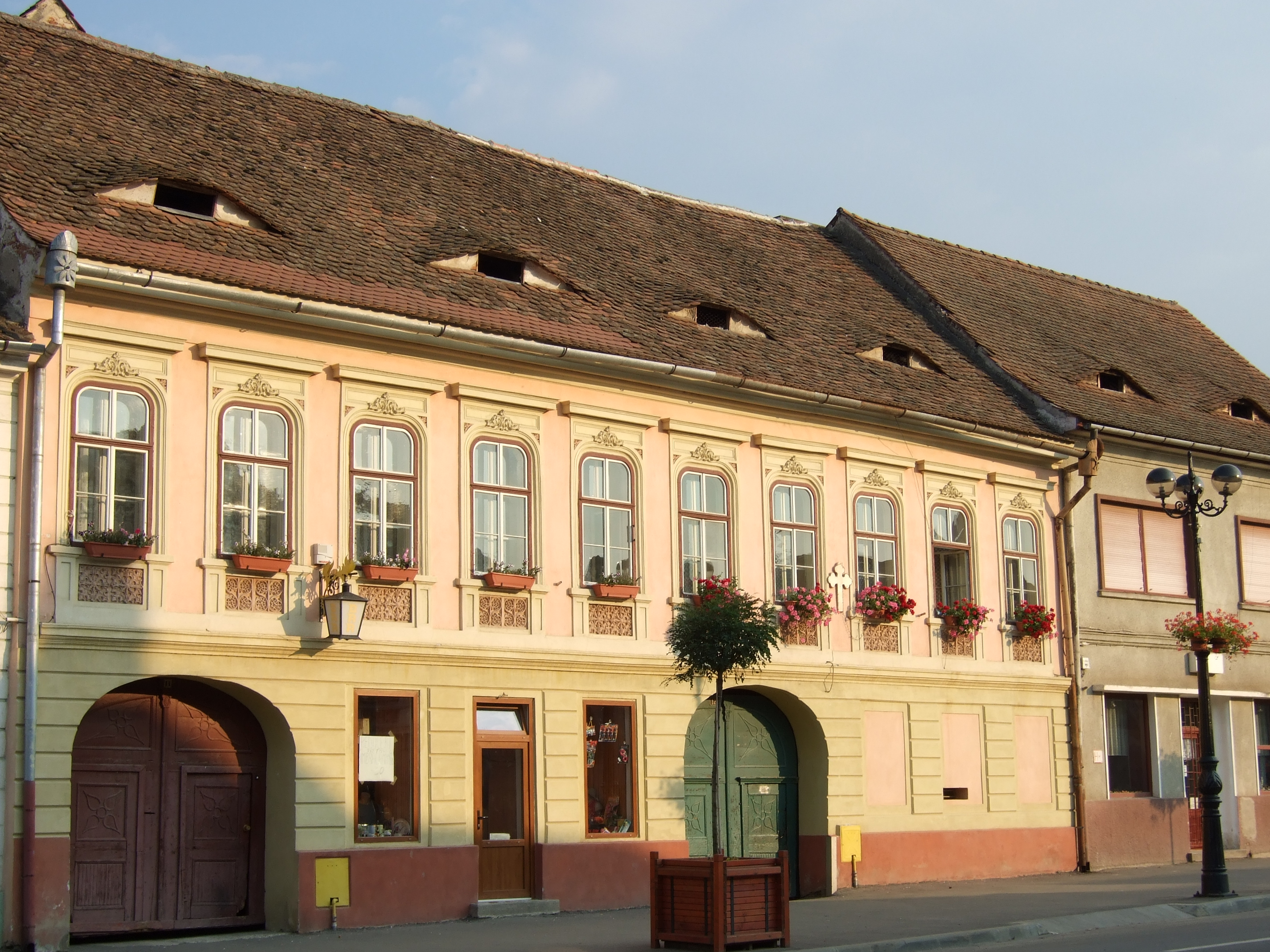
Ház a főutcán
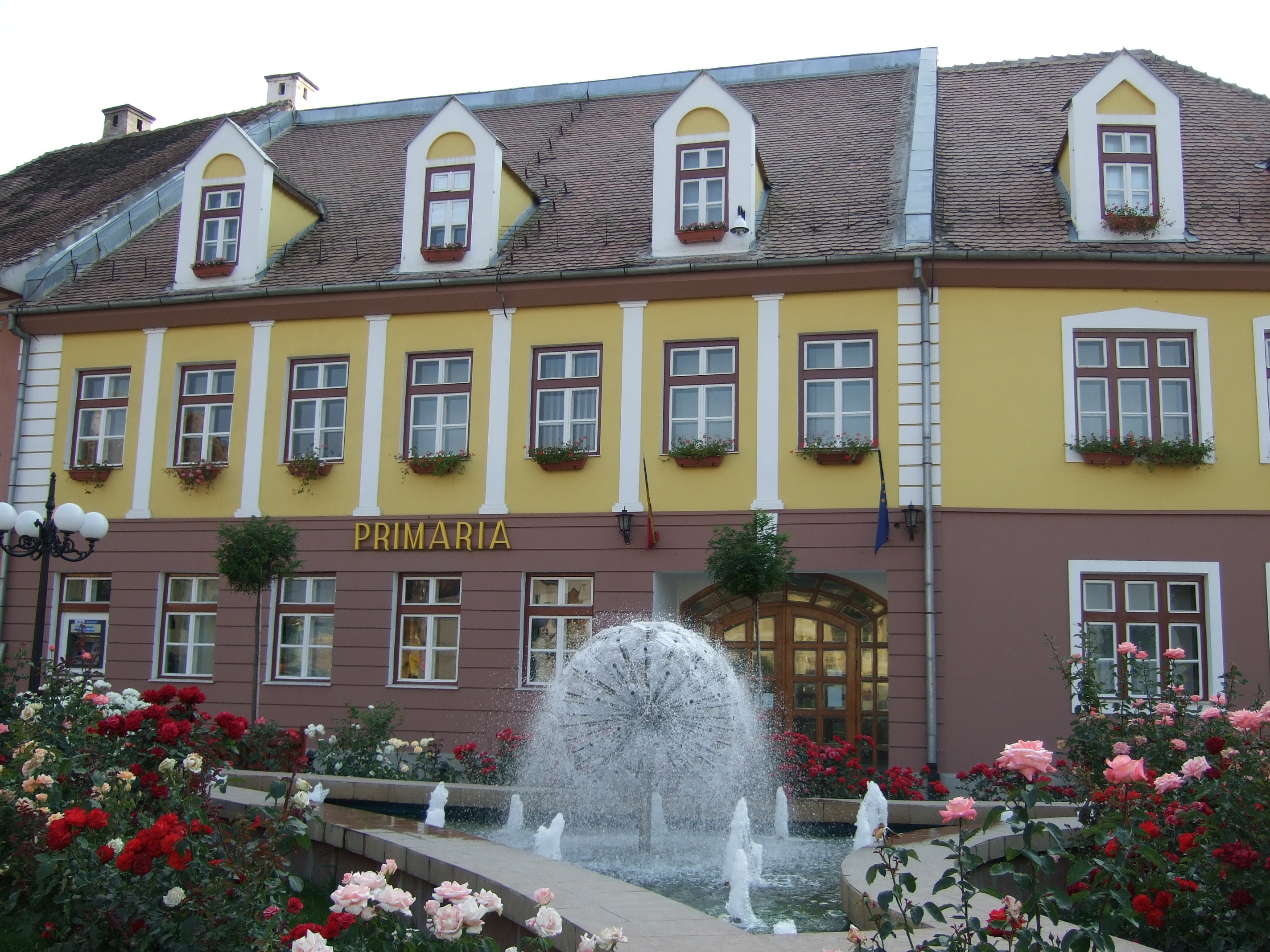
Városháza
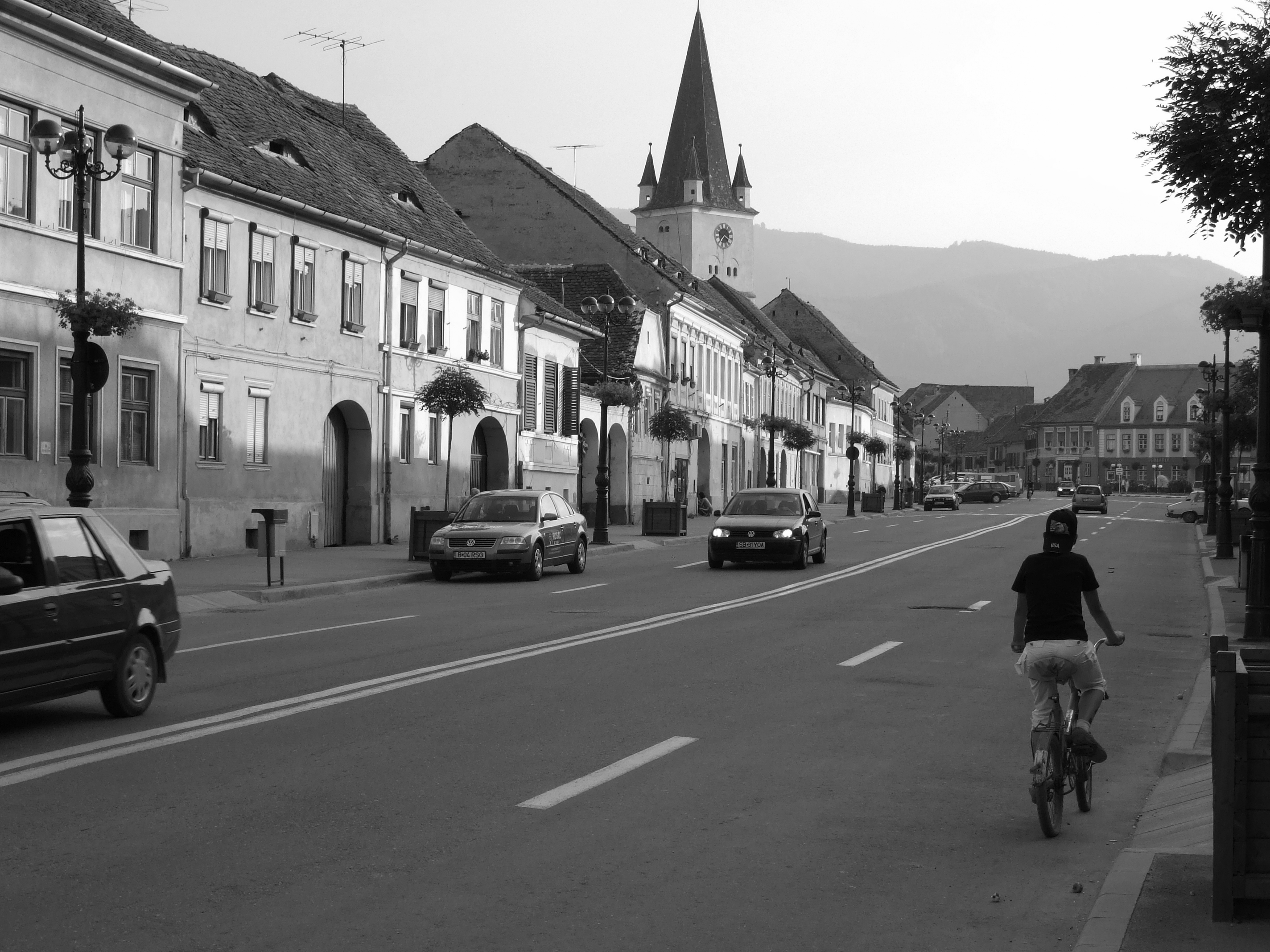
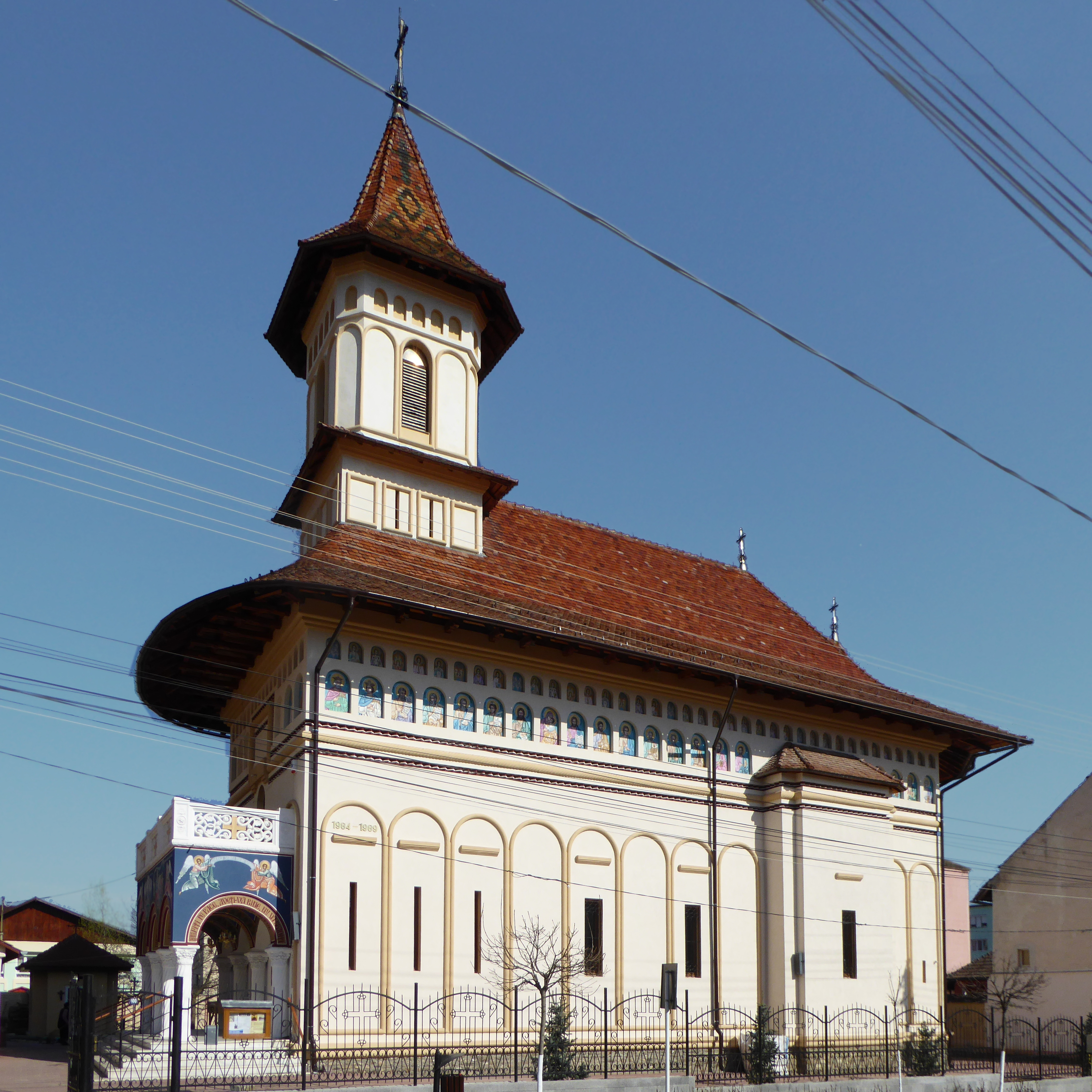
Ortodox templom